# Thesea hebes
Thesea hebes is een zachte koraalsoort uit de familie Plexauridae. De koraalsoort komt uit het geslacht Thesea. Thesea hebes werd voor het eerst wetenschappelijk beschreven door author unknown. 